# Nikotinism
Nikotinism är en kemisk beroendesjukdom där den drabbade är beroende av nikotin. Sjukdomen drabbar främst rökare och snusare. Intag kan ske genom rökning av pipa, cigaretter, cigarrer eller cigariller, blöt snusning alternativt torr snusning (luktsnus), tuggtobak, elektronisk cigarett (vape/vejp) eller via ersättningsmedel som till exempel nikotintuggummi och nikotinplåster.